# Kortstjärtad vråk
Kortstjärtad vråk (Buteo brachyurus) är en amerikansk fågel i familjen hökar. Den har en vid utbredning från Mexiko söderut till norra Argentina, men även med en isolerad population i Florida i USA. Beståndet anses vara livskraftigt.

## Utseende och läten

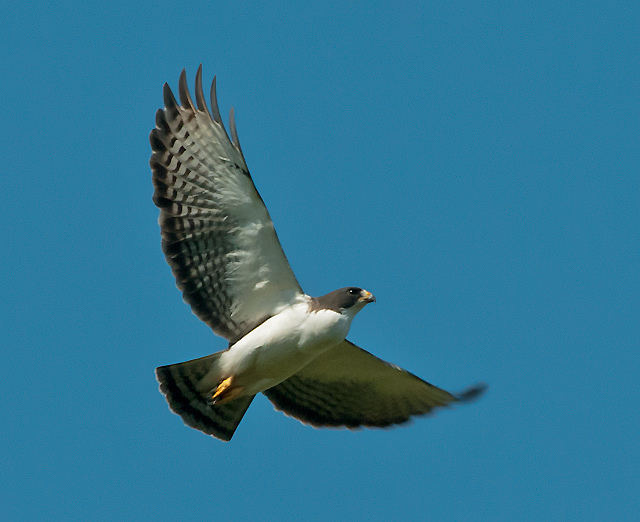
Kortstjärtad vråk av ljus fas i flykten i Brasilien.

Kortstjärtad vråk är en liten (37–46 cm) och kompakt vråk med rätt långa vingar. Vingslagen är relativt djupa och långsamma och i kretsflykt hålls vingspetsarna något uppsvepta. Den uppträder i två färgformer, en ljus och en mörk. I alla dräkter känns den igen på att armpennorna är mörkare grå än vingpennorna. Den ljusa formen är rent vit på undersidan och på undre vingtäckran, med mörk ovansida och en rostfärgad fläck på sidan av halsen. Den mörka formen är helmörk så när som på ljusare handpennor och den endast svagt bandade stjärten. Lätet är ett ljust och klart utdraget "keeea".

## Utbredning och systematik
Arten delas in i två underarter med följande utbredning:
- Buteo brachyurus fuliginosus – förekommer i södra Florida samt från Mexiko till Panama
- Buteo brachyurus brachyurus – förekommer i norra Sydamerika, Brasilien, Bolivia, Paraguay och norra Argentina

### Släktskap
Genetiska studier visar att kortstjärtad vråk troligen är nära släkt med prärievråk (Buteo swainsoni), hawaiivråk (B. solitarius), galápagosvråk (B. galapagoensis) och vitstrupig vråk (B. albigula). Vistrupig vråk har tidvis behandlats som underart till kortstjärtad vråk, men hybridisering har inte noterats där deras utbredningsområden möts och de verkar inte heller vara systerarter.

## Levnadssätt
Kortstjärtad vråk hittas i rätt olika tropiskt lågliggande områden. Den häckar i höga träd. Födan består av mestadels av fåglar som den fångar i trädtopparna efter nästan lodräta störtdykningar. I Florida lägger den ägg mellan januari och juni, i Panama i februari och på Trinidad i mars.

## Status och hot
Arten har ett stort utbredningsområde och en stor population med stabil utveckling. Utifrån dessa kriterier kategoriserar IUCN arten som livskraftig (LC). Beståndet uppskattas till i storleksordningen fem till 50 miljoner vuxna individer.

## Namn
Kortstjärtade vråkens vetenskapliga artnamn brachyurus betyder just "kortstjärtad".